# フルリ人
フルリ人（フリルじん、英: Hurrian）またはフリ人は、古代オリエントで活動した人々。紀元前25世紀頃から記録に登場する。彼らは北メソポタミア、及びその東西の地域に居住していた。彼らの故郷は恐らくコーカサス山脈であり、北方から移住してきたと考えられるが、確かではない。現在知られている彼らの根拠地はスバルトゥの地であり、ハブール川流域や後には北メソポタミアと歴史的シリアのいたるところで小国を形成した。フルリ人達が建てた国の中で最も大きく、有力であったのはミタンニ王国であった。
- ミタンニ王国（前1500年 - 前1300年の青銅器時代）についてはミタンニの項目を参照。
- フルリ人以前の北メソポタミアの文化はハラフ期、テル・ブラク期、ウバイド期、ウルク期のそれぞれの記事を参照。
- フルリ人はヒッタイトの歴史でも大きな役割を果たした。

## 居住
紀元前2千年紀のオリエントの殆どの地域にフルリ人が居住していたが、大半の地域でフルリ人は少数派であり、その大半はハブール川流域とアラプハ王国の領域に集中していた。紀元前1千年紀までにウラルトゥ王国を除いて他の集団に同化されたと考えられている。

## 言語
フルリ人の話した言語は、慣習上フルリ語と呼ばれる膠着語であった。これは近隣のインド・ヨーロッパ語族ともアフロ・アジア語族とも関係が不明であるが、ウラルトゥ語（1000年余り後にアナトリア北東で話される言語）との間には明白な関係が認められ、ことによると遠く現代の北東コーカサス語と関係があるかもしれない。
フルリ人は紀元前2000年頃、フルリ語の表記にアッカド語の楔形文字を採用した。これから現代の学者がフルリ語を読むことが可能となった。現在見つかっているフルリ語の文書は少なく、またフルリ語の文章にはシュメール語の表意文字が多く用いられるためフルリ語での発音が分からないものが多い。このためにフルリ語は未だに分からない語彙が多い。
フルリ語の文書史料としては最長のものとしてアマルナ文書があり、それと同様のものがハットゥシャ（現ボアズキョイ）、ウガリット（現ラス・シャムラ）でも発見された。アマルナ文書は、1983年にハットゥシャでヒッタイト語とフルリ語が併記された文学作品が発見されるまで唯一のフルリ語の長文文書であった。

## 歴史
フルリ人社会は多くの点において起源は謎となっている。紀元前2400年頃までにはフルリ人はコーカサス山脈の麓の丘陵地帯から拡大をしていたかもしれない。次の世紀になるとフルリ人の人名は北メソポタミアと現代のイラクのキルクーク周辺の地域で散見されるようになる。それらはヌジ（Nuzi）、ウルケシュ（Urkesh）、その他の遺跡で確認される。彼らはハブール川流域からザグロス山脈の麓まで達する弧状の肥沃な農業地帯に浸透してこれを占拠した。

### ウルケシュの都市国家
ハブール川流域は1000年に渡ってフルリ人の中心地域となった。知られている限り最初のフルリ人の王国は紀元前3千年紀の終わりにウルケシュ市の周辺に登場した。アッカド帝国の終焉により、フルリ人がこの地域を支配できるようになった。この地域はそれ以前から長期にわたってテル・ハラフやテル・ブラクを中心に豊かな文化を持っていて、フルリ人はこれらの恩恵を取り入れて高度な都市国家を形成した。
しかし、ウルケシュ王国の周辺には強力な隣国がいくつも存在し、紀元前2千年紀初頭には南のマリに成立したアムル人王国に征服された。当時メソポタミアでは多くのアムル人の王国による覇権争いが生じており、紀元前18世紀頃にはシャムシ・アダド1世によって建設された別のアムル人王国アッシリアがマリを支配下に入れ、ウルケシュからやや離れたハブール川流域のフルリ人居住地帯にシュバト・エンリルと呼ばれる首都を建設した。

### ヤムハド王国
フルリ人はこの時代、西へ移動した。紀元前1725年には北シリアのアララハなどでフルリ人の人名が見つかるようになる。ヤムハドのアムル人・フルリ人の王国（Amoritic-Hurrian kingdom of Yamhad）は紀元前1600年頃にはヒッタイトの初期の王ハットゥシリ1世とこの領域を争ったことが記録されている。またフルリ人はキズワトナ（Kizzuwatna）のアダニヤ（Adaniya）沿岸に住み着いた。結局、ヤムハドは強力なヒッタイト人の前に屈服したが、これによって逆にアナトリアにフルリ文化が伝播した。ヒッタイトは数世紀にわたってフルリ人の文化を取り入れていった。

### ミタンニの出現
ヒッタイトはヤムハドを打ち倒した後南へと拡大を続けた。ヒッタイト王ムルシリ1世はバビロンまで侵攻してバビロンを破壊した。これがヤムハドの打倒と同じように別のフルリ人王朝の興隆を助けることになる。最初の王は紀元前1500年頃ミタンニ王国を創設したキルタと呼ばれる伝説的な王で、ミタンニは徐々にハブール川流域周辺から拡大し紀元前1450年頃 - 紀元前1350年頃にはオリエントで最も強力な国となった。（ミタンニの歴史についてはミタンニの項目を参照）

### アラプハの国家
紀元前16世紀頃のバビロニアの崩壊によって利益を得たフルリ人国家があった。現代のクルド人都市キルクークのそばのチグリス川流域北東に居住したフルリ人の国がアラプハ王国である。ヨルガン・テペ（Yorgan tepe 古代のヌジ）遺跡は我々がフルリ人を知る上で最も重要な手がかりとなっている遺跡の1つである。イティ・テシュプ（Ithi Teshup）やイティヤ（Ithiya）などのフルリ人王がアラプハに君臨した。しかし紀元前15世紀半ばには彼らはミタンニ王国の家臣となり、アラプハは紀元前14世紀、アッシリア人によって破壊された。

### フルリ人の終焉
紀元前13世紀にはフルリ人の全ての国が異民族によって征服された。フルリ人国家の中心であったハブール川流域はアッシリアの州となった。フルリ人達に青銅器時代の終わりに何が起こったのかは明らかではない。フルリ人が鉄器時代前半までアッシリアの北のスバルの地（Subaria）で生き残ったと主張する学者もいる。
その後、シリアのフルリ人の多くがフルリ語を使用しなくなり、アラム語を使用するようになった。他にもアッカド語（アッシリア語）が使われた。
この時代にウラルトゥ語（フルリ語と近縁がある）を話す貴族たちが、ヴァン湖周辺のインド・ヨーロッパ語を話す人々の居住地でウラルトゥ王国を作った。

## インド・イラン人との関係
インド・イラン人の文化的影響に関する問題（即ち支配階級であるアーリア人）は、フルリ人の中で多くの意味を持っている。初期の学者はフルリ人が異民族の王とエリート達によって支配されたことを確信していた。この異民族は明らかにアヴェスター語やヴェーダ時代のサンスクリット語と関係のある中央アジアのインド・イラン系言語を話した（例えば、彼らが話した言語で「1」を意味する単語はaikaであり、サンスクリット語のekaやアヴェスター語のaevaに対応する。）。
彼らは火葬の習慣と、戦場における馬と戦車（chariot）を導入した。これはほぼ同じ時期のインド北部での出来事と類似している。この異民族の貴族達は、結局自分達の言語を捨ててフルリ語を話すようになったが、インド・イラン系の名前を保持した。彼らはいくつかの条約でヴェーダと同じ神に言及し、また彼らのインド・イラン語の幾つかの単語は馬に関する専門用語や訓練の用語としてフルリ語に借用されて残存した。
特にミタンニはインド・イラン人の文化と関係があった。ミタンニの殆どの王がインド・イラン語の名前を持っていたと考えられている。また、支配階級である貴族はマリヤンヌ（maryannu）と呼ばれた。これは「若い戦士」を意味するサンスクリット語maryaと関係付けて理解する説が有力である。ただし、近年の研究、特にA.Kammenhuber博士による研究によってマリヤンヌをインド・ヨーロッパ語起源とする説には重大な疑義が呈されており、インド・イラン人とフルリ人の関わりについて旧来の説を見直す動きも活発である。

## 文化と社会
フルリ人の文化についての情報は主にヌジやアララハ遺跡などで発見された楔形文字文書やハットゥシャ（フルリ人の文化的影響を強く受けたヒッタイトの首都）で発見された文書などの考古学史料に依存する。たとえそれがアッカド語で書かれた文書であっても、ヌジやアララハなどフルリ人が居住した都市（それは人名によって分かる）ではフルリ人の文化的特長が現れる。フルリ人の円筒印章は精緻に彫られており、しばしば神話的なモチーフが採用された。これらはフルリ人の文化と歴史を理解する鍵である。

### 陶芸品
フルリ人は優れた陶芸家であった。その製品は主にメソポタミアとユーフラテス川の西で発見され、また新王国時代のエジプトで高く評価された。考古学者達はフルリ人が轆轤を使って製造した製品をハブール土器（Khabur ware）、ヌジ土器（Nuzi ware）と呼ぶ。これらの土器は赤い線の塗装、茶色と黒によって作られた三角形パターンと点によって作られた幾何学的な装飾によって特徴付けられる。

### 冶金術
フルリ人は冶金について高い評価を得ていた。シュメール人はフルリ語の中から銅を意味する単語を借用した。銅はアナトリアの高地からメソポタミアへと運ばれ取引された。ハブール川流域は金属、銅の交易ルートの中心に位置していた。銀や錫の交易でも、アナトリア方面のフルリ人国家、キズワトナやイシュワからアクセスができた。ただし金は不足しており、エジプトからの供給に頼ったことがアマルナ文書から分かる。だがフルリ人の金属加工術はウラルトゥを除いて生き残らなかった。いくつかの青銅製の素晴らしいライオンの小像がウルケシュで発見されている。

### 馬
フルリ人は馬の使用と密接に関係していた。彼らは紀元前2000年頃、中央アジアからオリエントに馬を導入したかもしれない。相当数のフルリ人が住んでいたと考えられるイシュワの国名は「馬の国」を意味する。馬の調教に関する有名な文書がハットゥシャから発見されている。ハットゥシャで馬の調教師をしていたのはキックリ（Kikkuli）と呼ばれるフルリ人であった。馬に関係したフルリ語の多くにインド・イラン語からの借用語が存在する。この事実は、初期の学者にフルリ人の支配階級が、ヴェーダ時代のインド人のように馬と戦車で侵入したインド・イラン人であるということを納得させた。

### 音楽
ウガリットから発見されたフルリ語の文書の中には、史上最古の楽譜が含まれる。復元された賛美歌はUrkesh webpageで聞く事ができる。

### 宗教
フルリ人の文化は、ヒッタイト人の宗教に大きな影響を与えた。フルリ人の国、キズワトナに作られたクンマンニ（Kummanni）という信仰の中心地からフルリ人の宗教がヒッタイト人の間にまで広まった。そして古いヒッタイトの信仰とフルリ人の宗教は融合していった。またフルリ人の宗教はシリアへも広まった。そこではバール神がテシュブ神（Teshub）に対応する神であると考えられた。後世のウラルトゥ王国もフルリ人起源の神を信仰した。フルリ人の宗教は各地で姿を変えながら、エジプトと南メソポタミアを除く全オリエントに影響を与えた。
フルリ人のパンテオンにおける主要な神は以下のようなものがあった。
- テシュブ（英語版） (Teshub) テシュプ（Teshup) ：強力な天候神。
- ヘバト（英語版）（Hebat）ヘパ（Hepa） ：テシュブの妻、地母神であり、ヒッタイト人からはアリンナ（英語版）の太陽女神 (de) と同一であると見なされた。
- シャルマ（Sharruma）またはサルマ（Sarruma）：テシュブとヘバトの息子。
- クマルビ（英語版） (Kumarbi) ：テシュブの太古の父親。
- シャウシュカ（英語版）（Shaushka) ：フルリ人にとってアッシリアのイシュタル女神に相当する治療の女神。
- シメギ（Shimegi）：太陽神。
- クシュフ（英語版） (Kusuh) ：月神。太陽と三日月のシンボルは常に一緒に現れ、フルリ人の聖像美術においては関連付けられていたと考えられる。
- ネルガル (Nergal) ：バビロニアの冥界の神である。フルリ語で何と呼ばれていたのかはわかっていない。

インド・イラン系の神々は個人名に登場し、また文書では触れられるが、それを祀った神殿などは確認されていない。
フルリ人の円筒印章にはしばしば翼のある人間や神話的な動物、竜や他の怪物が描かれている。これらの図案が何を示しているのかは不明瞭である。ある物は守護者であり、ある物は有害な悪魔であったかもしれない。これらのうちいくつかはアッシリア人の信仰を思い起こさせる。
フルリ人の神々は、エジプトやメソポタミアの神々のように特定の主神殿（Home Temple）を持ってはいなかったようである。いくつかの重要な宗教中心地としてキズワトナのクンマンニと、ヒッタイトのヤジリカヤなどがあった。ハランは少なくとも後には月神信仰の中心地となった。またニネヴェにはフルリ人がニネヴェを支配していた時代にはシャウシュカの重要な神殿があった。ネルガルの神殿は紀元前3千年紀の後半にウルケシュに建造された。カハト（Kahat）の街は、ミタンニ王国の宗教的中心地であった。
ヒッタイトで保存されていた「ウッリクンミの歌」（The Songs of Ullikummi）というフルリ人の神話は、ヘシオドスの神話に類似する。クロノスがウラヌスの性器を切断する説話は、クマルビ（Kumarbi）がアヌ（Anu）の性器を切断する説話に由来するかもしれない。また、ゼウスによるクロノスの打倒に関する神話は、テシュブとクマルビに関するフルリ人の神話に似ている。アッティス崇拝が、フルリ人の神話に影響されたという主張もある。後のフリュギアの女神キュベレはフルリ人の女神ヘバトに対応する。

### 都市生活
フルリ人の都市文化は、多くの都市からは表されない。ウルケシュは紀元前3千年紀において唯一のフルリ人都市であった。紀元前2千年紀についてはアラプハ、ハラン、カハト、ヌジ、タイドゥ（Taidu）およびワシュカンニ（Washukanni ミタンニの首都）のように、多くのフルリ人都市が知られている。テル・ファハリヤにあると言われているワシュカンニの遺跡は現在まだ発見されていないが、ハブール川流域にある都市遺跡は1平方km - 2.5平方kmの範囲を超過することはないし、大多数の遺跡はもっとずっと小さい。フルリ人の都市文化は、中央集権的なアッシリアやエジプトのそれとは全く異なったものであったようである。フルリ人国家の封建的な政治機構が、巨大な宮殿や神殿の建設を発達させるのに不向きであったためかもしれない。

## 調査
かつてフルリ人が住んだ地域は、現在イラク・シリア・トルコの三国によって分割されている。そしてフルリ人世界の中心地は、現在シリアとトルコの国境によって分断されている。いくつかの遺跡は国境地帯に存在し、このことが遺跡へのアクセスを困難にしている。また、古代遺跡に対して、ユーフラテス川、チグリス川、ハブール川でのダム建設プロジェクトが脅威を与えており、いくつかの遺跡に対してはダム建設時に救助活動が行われた。
イラクとシリアでのフルリ人遺跡の主要な発掘は1920年代と1930年代に開始され、アメリカ人の考古学者エドワード・キエラ（Edward Chiera）によるヨルガン・テペ（ヌジ）発掘と、イギリス人の考古学者マックス・マローアンのチャガル・バザール（Chagar Bazar）とテル・ブラク（Tell Brak）の発掘によってリードされた。最近の発掘はシリアの考古局と国際的な参加者、アメリカ、ベルギー、デンマーク、オランダ、フランス、ドイツ、そしてイタリアのチームによって指導されている。遺跡はしばしば新石器時代からローマ時代、又はその後まで続く長期の居住の跡を残す。年代識別には特にハブール土器の様式の変化を調べることが有効である。フルリ人の居住は基本的には青銅器時代中期から青銅器時代末期に分類される。ただしテル・モザン（Tell Mozan、ウルケシュ）は例外である。

### 重要な遺跡
このリストはフルリ人によって支配された領域にある重要な古代遺跡の情報である。発掘報告書と画像はリンク先のウェブサイトで見られる。上述したようにアララハ、アマルナ、ハットゥシャ及びウガリットでフルリ人の文化、歴史に関する重要な発見があった。
- テル・モザン（Tell Mozan、古代のウルケシュ） Urkesh an overview
- ヨルガン・テペ（yorghan Tepe、古代のヌジ）The Semitic Museum: Nuzi and the Hurrians
- テル・ブラク（Tell Brak、古代のナガル） Tell Brak Learning Sites
- テル・レイラン（Tell Leilan、古代のシェフナ及びシュバト・エンリル） Yale Tell Leilan Project
- テル・バッリ（Tell Barri、古代のカハト） Missione Italiana archaeologica a Tell Barri
- テル・ベイダル（Tell Beydar、古代のナバダ） ESE Tell Beydar
- ケナン・テペ（Kenan Tepe） Upper Tigris Archaeological Research Project
- テル・トゥネイニル（Tell Tuneinir） Tell Tuneinir St. Louis Archaeological Expeditions
- ウンム・エル・マッラ（Umm el-Marra、古代のテューバ？） The Johns Hopkins/University of Amsterdam Joint Expedition to Tell Umm el-Marra
- テル・チュエラ（Tell Chuera） Grabung Tell Chuera
- ハンマン・アル・テュルクマン（Hammam al Turkman、古代のザルパ？） Excavation Hammam al Turkman, Leiden University
- テル・サビ・アブヤド（Tell Sabi Abyad） Dutch Excavation at Tell Sabi Abyad
- ハモウカル（Hamoukar） The Hamoukar Expedition University of Chicago
- チャガル・バザール（Chagar Bazar）
- テル・エル・ファハリヤ（Tell el Fakhariya、古代のワシュカンニ（en:Washukanni）？）
- テル・ハミディヤ（Tell Hamidiya、古代のタイドゥ？）

## 親類関係と起源論
何人かの学者はフルリ人が、未知の場所から紀元前2700年頃コーカサス山脈に到着した後のアルメニア人のような隣人達と混合して成立したと信じている。別の説では、アルメニア人がフルリ人とともに、インド・ヨーロッパ語族の故地からコーカサスに移住したとされる。
I・J・ゲルブとE・A・シュパイザー（en:Ephraim Avigdor Speiser）は、スバル人が北メソポタミアの言語的基層であり、フルリ人が到着したのはかなり遅い時期であると主張した。
トルストフ（en:Sergey Tolstov）は、フルリ人がホラズムの創設者であると考えた。彼はホラズムが「フルリ人の土地」を意味すると主張した。
聖書学者は、フルリ人が旧約聖書に登場するホリ人、ヒビ人、およびエブス人であると確信した。ただし、そのような関連性を裏付ける証拠はほとんどない。ケセディム（Kesedim）を含む古代の領域の幾つかの民族、スバル人（Subarian）、グティ人（Gutian）、カッシート人（Kassite）、及びルルビ人（Lullubi）は皆フルリ人であると評されたことがある。
また、古代オリエントで活動したハビル（Habiru）と呼ばれる集団とフルリ人との間に関係があった可能性もある。古代オリエントで紀元前1千年紀半ば頃の文書に登場するハビル、あるいはハピル（Hapiru）と呼ばれる人々は、その存在が知られた当初、音的類似から後のヘブライ人の前身であるとする説も唱えられた人々である。しかし、20世紀半ば頃までの研究で、ハビルと呼ばれる人々は基本的には血縁、地縁に基づいたエスニックなグループとは言いがたく、当時のオリエントの社会秩序を逸脱したと見なされていた一種の社会集団であったと見なされるようになった。
そして、1996年のハビル四角柱碑文（Tikunani Prism）と呼ばれる粘土板文書の公刊によってハビルとフルリ人の関係が重要視されるようになった。ここに登場するハビル人名リストの中に現れる人名の約20％程度は、典型的なフルリ語の名前であったのである。神名などフルリ的な要素を持つ人名を加えれば更に増える。このため、ハビルと呼ばれた社会集団とフルリ人との間の関係性が取りざたされるようになっている。ただし、バビロニア地方のハビル人名表に登場するハビルの人々の名前は圧倒的にバビロニア語（アッカド語）であり、ハビルはフルリ人であったというような単純な同定はできそうもない。